# Praravinia salicifolia
Praravinia salicifolia är en måreväxtart som beskrevs av Cornelis Eliza Bertus Bremekamp. Praravinia salicifolia ingår i släktet Praravinia och familjen måreväxter. Inga underarter finns listade i Catalogue of Life.